# Route M05 (Ukraine)
La M05 est une route magistrale ukrainienne qui s'étend de la capitale Kiev, jusqu'à la ville d'Odessa.

## Description
Avec la route M01, elle fait partie de la route européenne 95 (Saint-Pétersbourg – Kiev – Odessa - Samsun - Merzifon) et du corridor de transport paneuropéen IX.
Elle parcourt 453 kilomètres.
La route est entièrement à 2x2 voies.

## Tracé
| Route M05            |                |                   |
| Km                   | Agglomérations | Carte interactive |
| Oblast de Kiev       |                |                   |
| 0 km                 | Kyiv           |                   |
| 26 km                | Vassylkiv      |                   |
| 44 km                | Mytnytsia      |                   |
| 55 km                | Ksaverivka     |                   |
| 65 km                | Hrebinky       |                   |
| 78 km                | Bila Tserkva   |                   |
| Oblast de Tcherkassy |                |                   |
| 211 km               | Ouman          |                   |
| Oblast d'Odessa      |                |                   |
| 308 km               | Lioubachivka   |                   |
| 453 km               | Odessa         |                   |

## Galerie

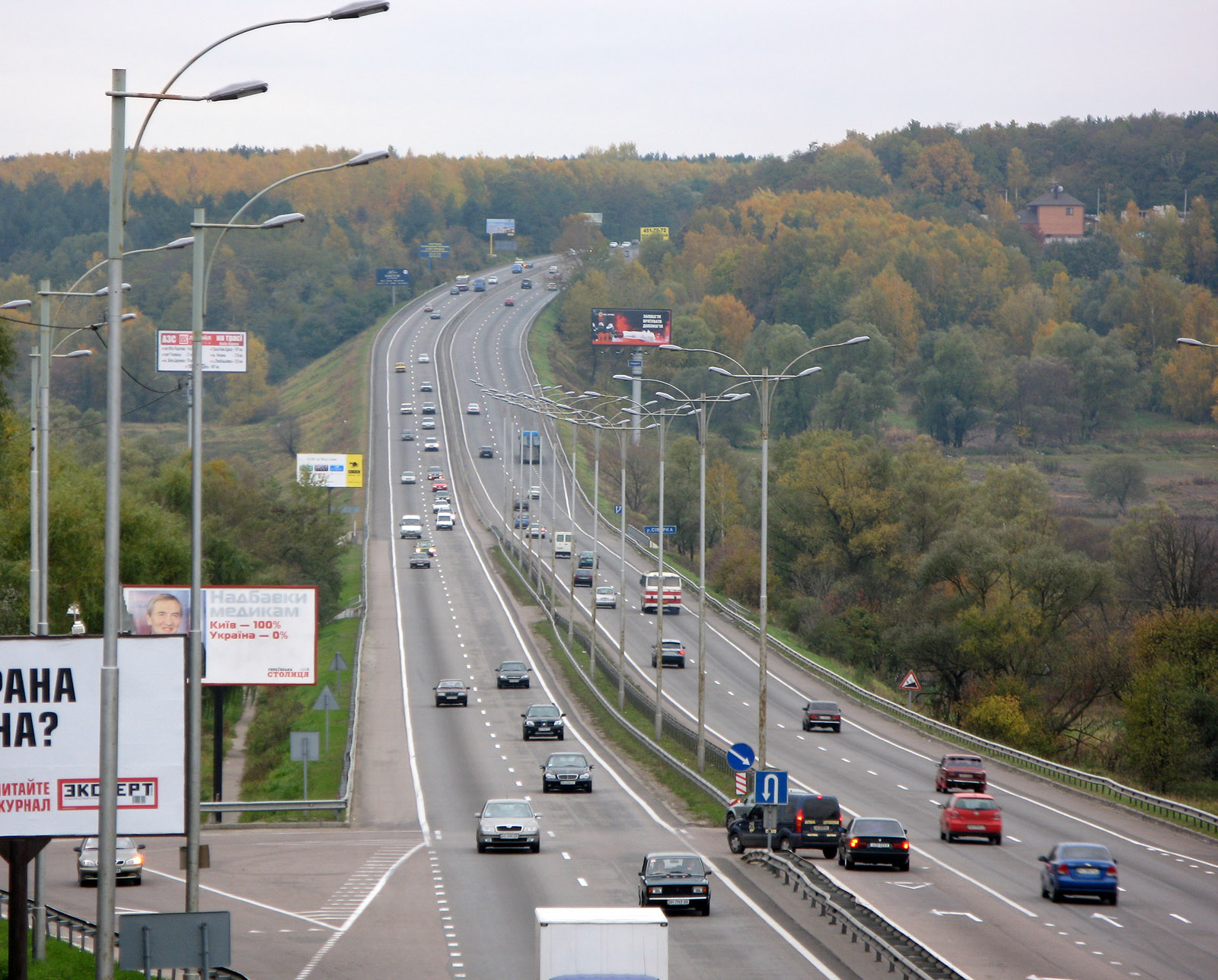
La M05 à Vita-Pochtova.
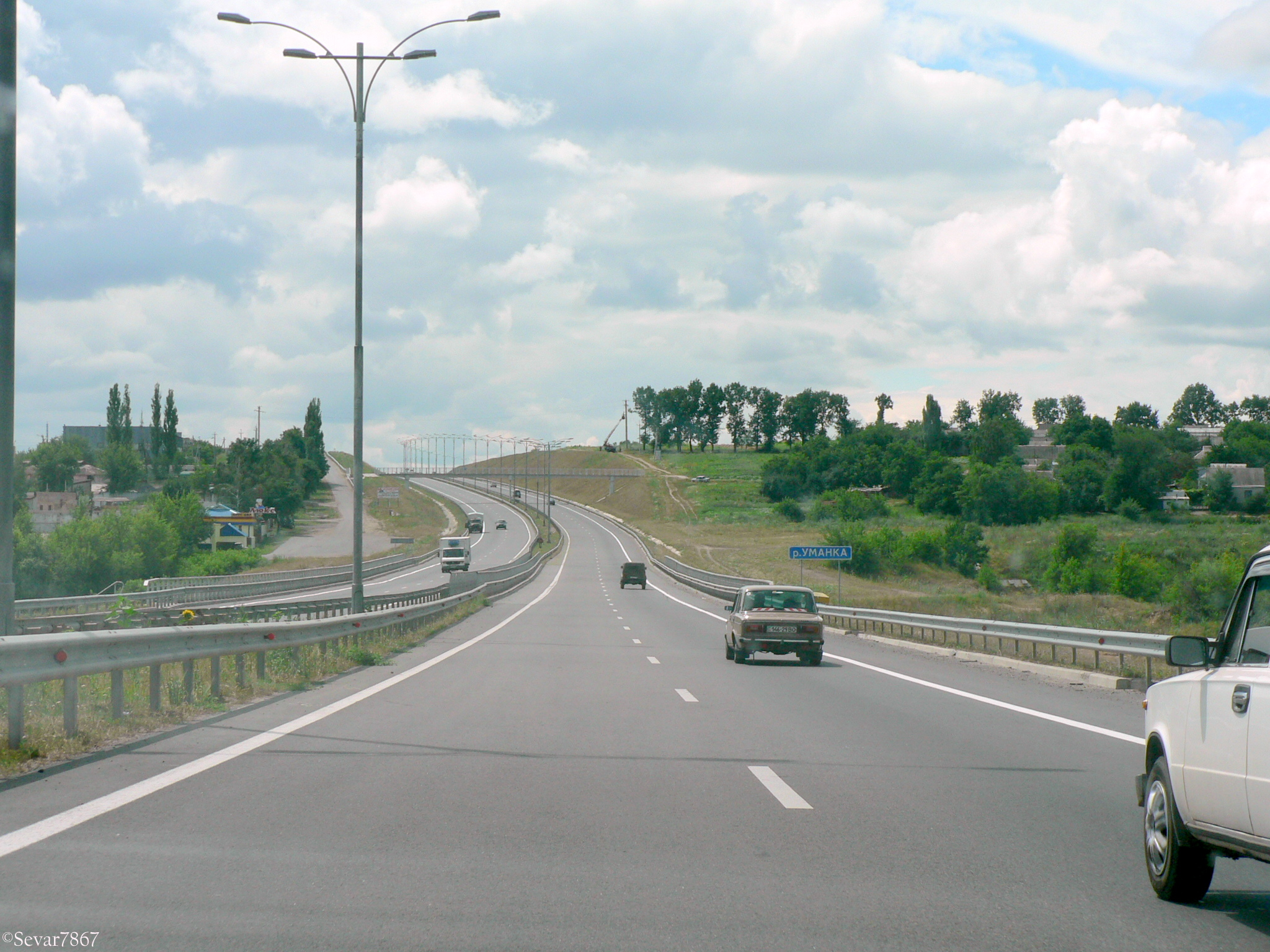
La M05 dans l’Oblast de Tcherkassy.
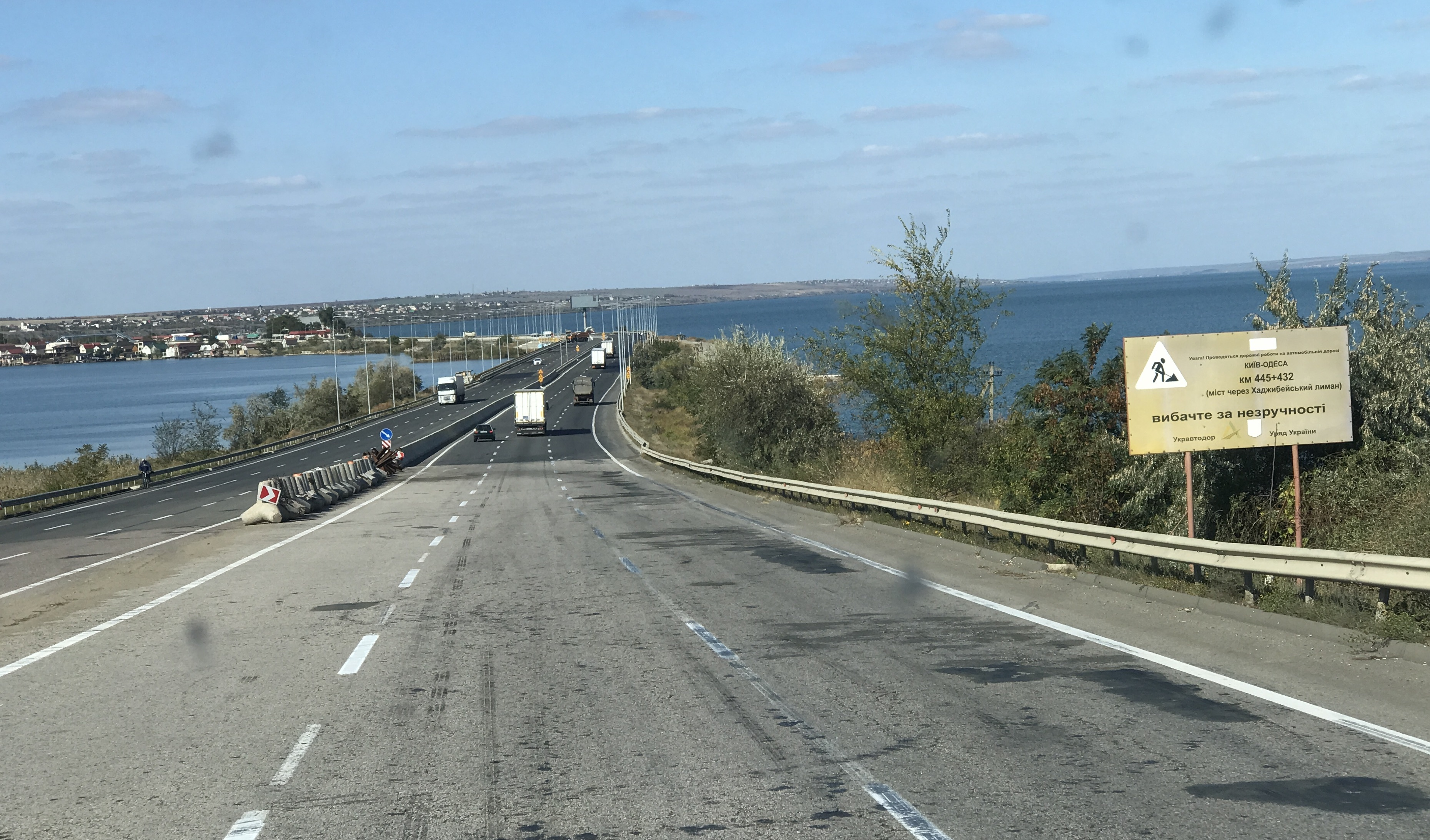
La M05 devant l'estuaire de Khadjibeï.